# Marquesado de Arienzo
El marquesado de Arienzo es un título nobiliario español creado el 20 de abril de 1558 por el rey Felipe II a favor de Lelio Diómedes Carrafa, conde de Matalón y virrey de Sicilia.
Este título tenía la Grandeza de España desde el 26 de enero de 1734, que se le concedió al IX marqués, Lelio Andrés Carrafa Pacheco.
Fue rehabilitado en 1918 por el rey Alfonso XIII, a favor de Fernando de Soto y González de Aguilar Ponce de León.
Su denominación hace referencia al municipio de Arienzo, provincia de Caserta, en la Campania italiana.

## Marqueses de Arienzo
|                                 | Titular                                              | Periodo                |
| Creación por Felipe II          | Creación por Felipe II                               | Creación por Felipe II |
| ------------------------------- | ---------------------------------------------------- | ---------------------- |
| I                               | Lelio Diómedes Carrafa                               | 1558-1561              |
| II                              | Marzio I Carrafa                                     | 1561-1607              |
| III                             | Diódemes Carrafa                                     | 1607-1611              |
| IV                              | Marzio II Carrafa                                    | 1611-1627              |
| V                               | Diódemes V Carrafa                                   | 1627-1660              |
| VI                              | Marzio III Carrafa                                   | 1660-1695              |
| VII                             | Lelio Diódemes Carrafa                               | 1695-1696              |
| VIII                            | Carlo Carrafa                                        | 1696-1713              |
| IX                              | Leilo Andrés Carrafa Pacheco                         | 1713-1761              |
| X                               | Carlo Carrafa                                        | 1761-1765              |
| XI                              | Domenico Marzio Carrafa                              | 1765-1829              |
| Rehabilitación por Alfonso XIII |                                                      |                        |
| XII                             | Fernando de Soto y González de Aguilar Ponce de León | 1918-1940              |
| XIII                            | Fernando de Soto y Domecq                            | 1951-1971              |
| XIV                             | Fernando de Soto y Colón de Carvajal                 | 1973-2001              |
| XV                              | Fernando de Soto y Falcó                             | 2001-actual titular    |

## Historia de los marqueses de Arienzo
- Lelio Diómedes Carrafa (m. 24 de octubre de 1561), I marqués de Arienzo.[2]

Casó con Ana de Alarcón y Mendoza. Le sucedió su hermano:
- Marzio Carrafa (m. 1607), II marqués de Arienzo y II duque de Maddaloni.[2]

Casó con Vittoria Spinelli. Le sucedió su hijo:
- Diómedes Carrafa (m. 19 de abril de 1611), III marqués de Arienzo y III duque de Maddaloni.[2]

Casó con Margherita Acquaviva d'Aragona. Le sucedió su hijo:
- Marzio II Carrafa (m. 6 de noviembre de 1627, IV marqués de Arienzo y IV duque de Maddaloni.[2]

Casó con María di Capua. Le sucedió su hijo:
- Diómedes II Carrafa (1611-3 de octubre de 1660), V marqués de Arienzo y V duque de Maddaloni.[2]

Casó con Antonia Roberta Caracciolo. Le sucedió su hijo.
- Marzio III Carrafa (1645-6 de agosto de 1703), VI marqués de Arienzo,[2] VI duque de Maddaloni y I príncipe de la Guardia.

Casó con Emilia Carrafa. Le sucedió su hijo a quien cedió el título en 1695:
- Diómedes Carrafa Carrafa (m. 18 de julio de 1696), VII marqués de Arienzo.[2]  Sucedió su hermano:

- Carlo Carrafa, VIII marqués de Arienzo y VII duque de Maddaloni.[2] Cedió el título a su hermano que le sucedió en 1713:[2]

- Lelio Andrés Carrafa Pacheco (m. 23 de diciembre de 1761), IX marqués de Arienzo, teniente general, miembro del Consejo de Estado, caballero de la Orden del Toisón de Oro.[2] Sucedió su sobrino:

- Carlo Carrafa, (m. 11 de diciembre de 1765), X marqués de Arienzo y IX duque de Maddaloni.[2]  Sucedió su hijo:

- Domenico Marzio Carrafa  (m. 3 de marzo de 1829),  XI marqués de Arienzo y X duque de Maddaloni.[2]

Rehabilitado en 1918 por:
- Fernando de Soto y González de Aguilar Ponce de León (1876-26 de enero de 1940 ), XII marqués de Arienzo,[2] XI marqués de Santaella, IV conde de Puerto Hermoso, gentilhombre grande de España con ejercicio y servidumbre del rey Alfonso XIII. Era hijo de Ignacio de Soto y Fernández de Bobadilla y de María del Patrocino González de Aguilar-Ponce de León y Tamariz-Martel, X marquesa de Santaella.

Casó el 1 de enero de 1901 con María del Carmen Domecq y Núñez de Villavicencio, dama de la Reina Victoria Eugenia de España. Le sucedió, en 1951, su hijo:
- Fernando de Soto y Domecq (1901-11 de marzo de 1971), XIII marqués de Arienzo[2] y XII marqués de Santaella.

Casó el 31 de mayo de 1928 con María del Sagrado Corazón Colón de Carvajal. Le sucedió su hijo:
- Fernando de Soto y Colón de Carvajal (1930-6 de febrero de 2001), XIV marqués de Arienzo[2] y V conde de Puerto Hermoso.

Casó el 5 de junio de 1954 con Mercedes Falcó y Anchorena, VII duquesa del Arco. Le sucedió su hijo:
- Fernando de Soto y Falcó (n. en 1956), XV marqués de Arienzo.[2][3]

Casó con Inés Escrivá de Romaní y Mora.